# One of Nature's Noblemen
One of Nature's Noblemen è un cortometraggio muto del 1911 sceneggiato e diretto da Francis Boggs. Fu il debutto sullo schermo di Baby Lillian Wade che, all'epoca, doveva ancora compiere quattro anni.

## Produzione
Il film fu prodotto dalla Selig Polyscope Company.

## Distribuzione
Distribuito dalla General Film Company, il film - un cortometraggio in una bobina - uscì nelle sale cinematografiche statunitensi il 30 maggio 1911.